# Soap Lake
Soap Lake is een stadje (city) in de Amerikaanse staat Washington, en valt bestuurlijk gezien onder Grant County. De plaats ligt aan de zuidoever van het Soap Lake, waarnaar het vernoemd werd. Het Soap Lake maakt deel uit van de Grand Coulee, een oude rivierbedding.

## Demografie
Bij de volkstelling in 2000 werd het aantal inwoners vastgesteld op 1733.
In 2006 is het aantal inwoners door het United States Census Bureau geschat op 1866, een stijging van 133 (7,7%).

## Geografie
Volgens het United States Census Bureau beslaat de plaats een oppervlakte van
3,1 km², geheel bestaande uit land. Soap Lake ligt op ongeveer 409 m boven zeeniveau.

## Plaatsen in de nabije omgeving
De onderstaande figuur toont nabijgelegen plaatsen in een straal van 32 km rond Soap Lake.